# STS-118
STS-118 byla mise amerického raketoplánu Endeavour. Cílem letu bylo připojení příčného příhradového nosníku ITS-S5 k Mezinárodní vesmírné stanici a doprava zásob na stanici. V nákladovém prostoru byla také uložena laboratoř Spacehab a externí plošina ESP-3. Plánované byly čtyři výstupy do volného kosmu (EVA).

## Posádka
- Scott J. Kelly (2) - velitel
- Charles O. Hobaugh (2) - pilot
- Tracy Caldwellová (1) - letová specialistka 1
- Richard Mastracchio (2) - letový specialista 2
- Dafydd Williams (2) - letový specialista 3 - CSA
- Barbara Morganová (1) - letová specialistka 4
- Benjamin A. Drew (1) - letový specialista 5

V závorkách je uvedený dosavadní počet letů do vesmíru včetně této mise.
Barbara Morganová, letový specialista této mise, byla v roce 1986 náhradnicí Christy McAuliffeové, která zahynula na palubě raketoplánu Challenger. Po havárii Challengeru začala bojovat za to, aby se i ona dostala do posádky nějaké mise raketoplánu, protože podle jejího názoru by byla smrt Christy McAuliffeové bez skutečného letu úplně zbytečná. V roce 1998 prošla konkurzem na doplnění oddílu astronautů. Poprvé měla letět roku 2003 na palubě raketoplánu Columbia. Po tragédii Columbie však musela dále čekat a nakonec ji zařadili do posádky mise STS-118.

## Přípravy na start
V pondělí 2. července se raketoplán Endeavour dostal do montážní haly VAB.
Jen o den později přistálo na Floridě letadlo Shuttle Carrier Aircraft (SCA) převážející jeho sesterský raketoplán Atlantis. V hale VAB byla k orbiteru připojená vnější palivová nádrž ET s pomocnými motory SRB.
V noci z 10. na 11. července byl Endeavour přepraven na startovací rampu 39A. Přesun z VAB na rampu trval přibližně 6 hodin. Do nákladového prostoru raketoplánu byl vložen příhradový nosník ITS-S5, modul SPACEHAB a externí plošina.

## Průběh letu

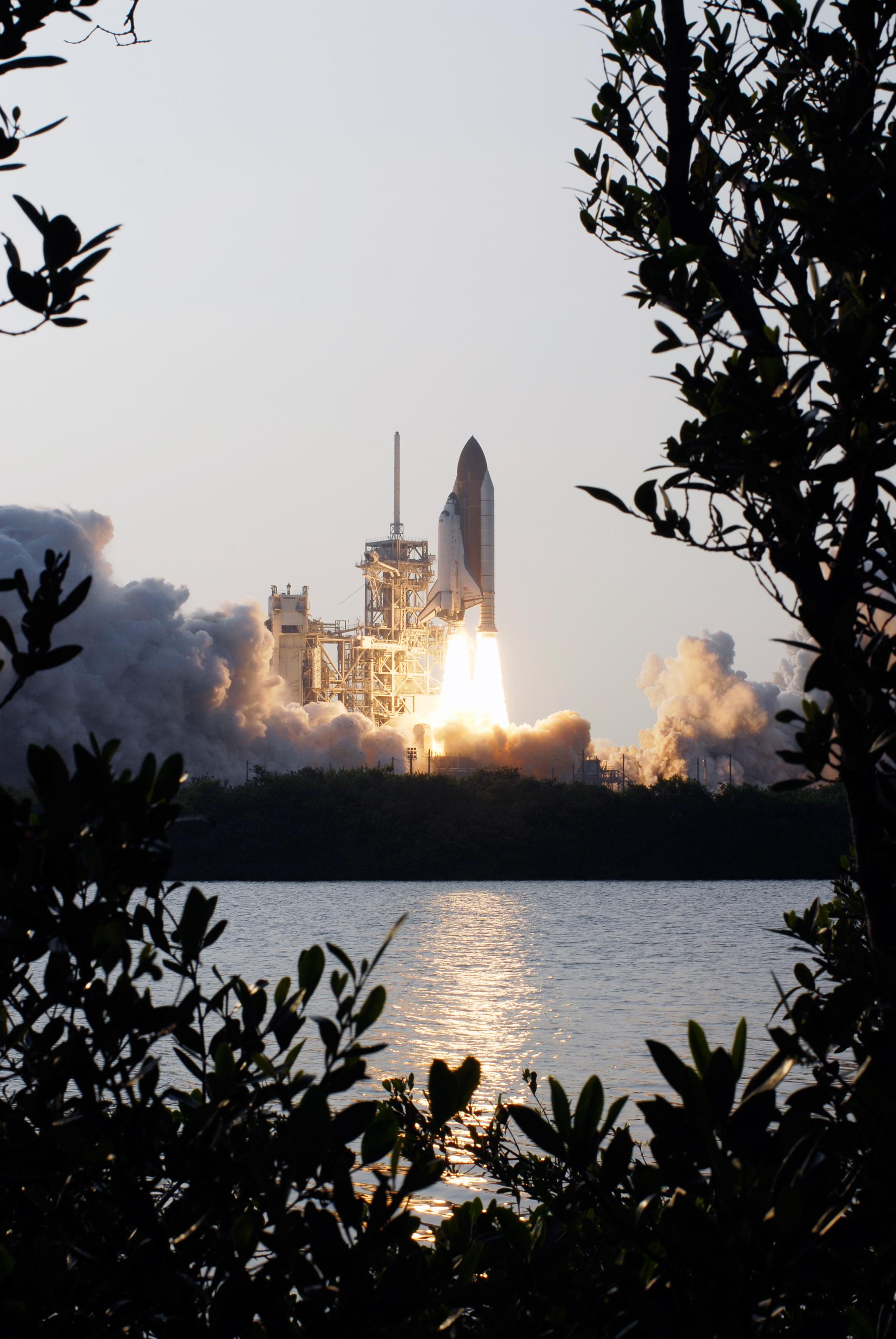
Endeavour startuje na misi STS-118

Start úspěšně proběhl 9. srpna 2007 v 00:36:42 SELČ. Endeavour se tak vydal do vesmíru poprvé po téměř pěti letech (poslední misi absolvoval v roce 2002).
Po dosažení oběžné dráhy posádka otevřela nákladový prostor, zaktivovala Spacehab a provedla kontrolu tepelného štítu OBSS (Orbiter Boom Sensor System). Při kontrole nebyly zjištěny žádné problémy.

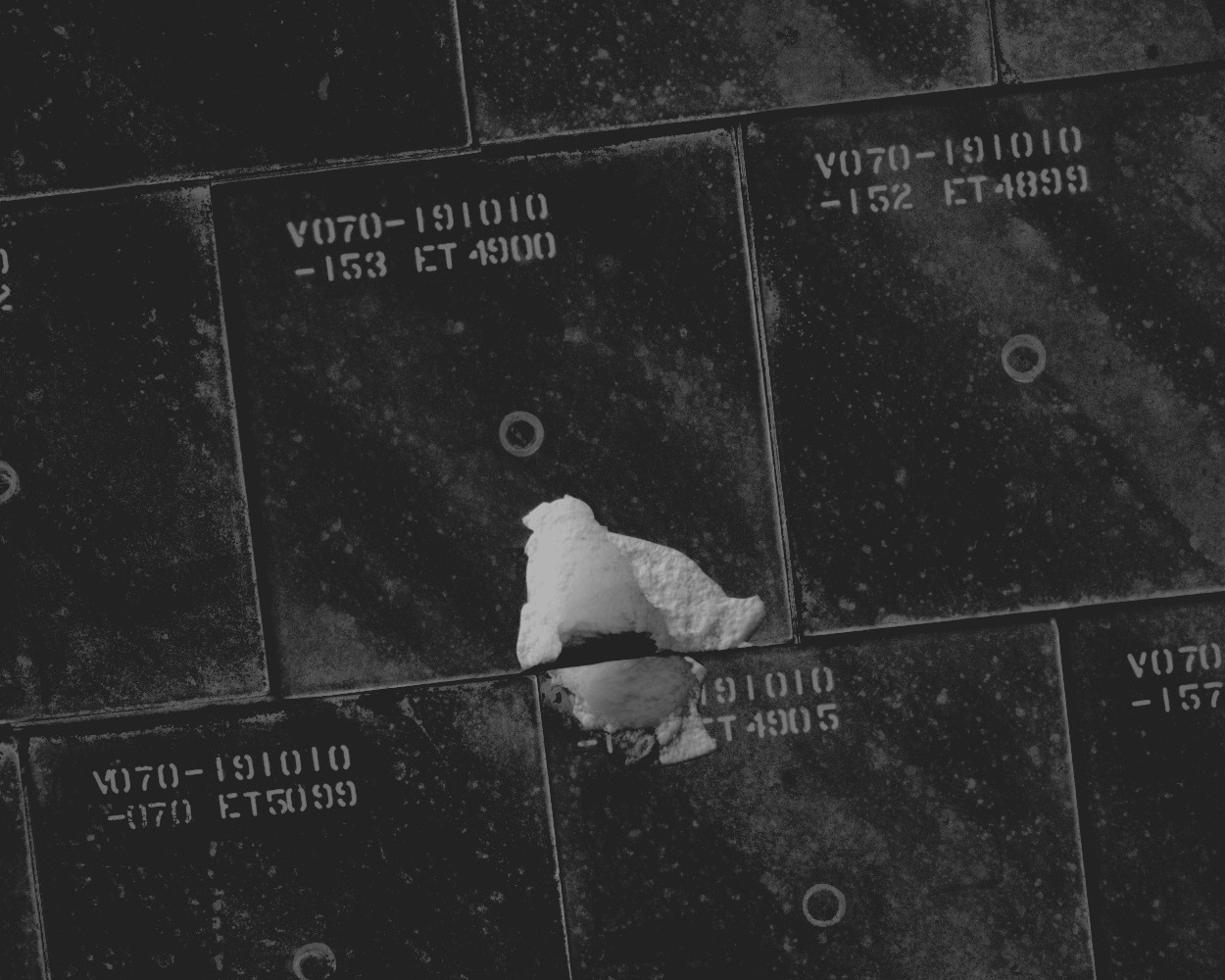
Poškozené místo u zadního podvozku

Kamery při startu však zaregistrovaly odpadnutí několika kousků izolační pěny z nádrže ET. Tři kousky zasáhly raketoplán. Zasažená místa se podrobně zkoumala při další kontrole - při manévru RPM (Rendezvous pitch maneuver), při kterém se orbiter otáčí u Mezinárodní vesmírné stanice o 360° a posádka ISS fotografuje jeho povrch. Záznamy jsou po odeslání na Zem analyzovány odborníky. Poblíž zadního podvozku bylo zjištěno poškození o velikosti 8,8 × 5,8 cm. Později bylo poškozené místo zkoumáno laserem a kamerou s vysokým rozlišením. Technici NASA problém analyzovali a zjistili, že poškození není vážné a nemělo by způsobit žádné problémy při přistání. Pokud by to bylo nutné, posádka má prostředky na opravu poškození k dispozici.

### Připojení k vesmírné stanici
Ke spojení raketoplánu Endeavour s ISS došlo 10. srpna 2007 ve 20:02 SELČ. Ve 22:04 SELČ byl otevřen průlez a posádky obou těles se setkaly. Pomocí manipulátoru raketoplánu byl z nákladového prostoru vyzdvižen příhradový nosník ITS-S5, který pak převzal staniční manipulátor Canadarm2. V této poloze byl příhradový nosník ponechán několik hodin, aby se vyrovnaly teploty a aby při spojování s konstrukcí ISS správně dosedly spojovací šrouby.
Raketoplán Endeavour je jako první vybaven zařízením SPTSS (Station-to-Shuttle Power Transfer System), které mu umožňuje získávat elektrickou energii ze zdrojů vesmírné stanice. Tato úprava poskytuje raketoplánu možnost prodloužit dobu strávenou u ISS až o 3 dny. Systém SPTSS byl úspěšně aktivován, množství energie dodávané do raketoplánu bylo zhruba 6,5 kW. Vedení NASA proto rozhodlo, že raketoplán zůstane u stanice do 20. srpna a bude možno provést čtyři výstupy do vesmíru (EVA).

### EVA-1

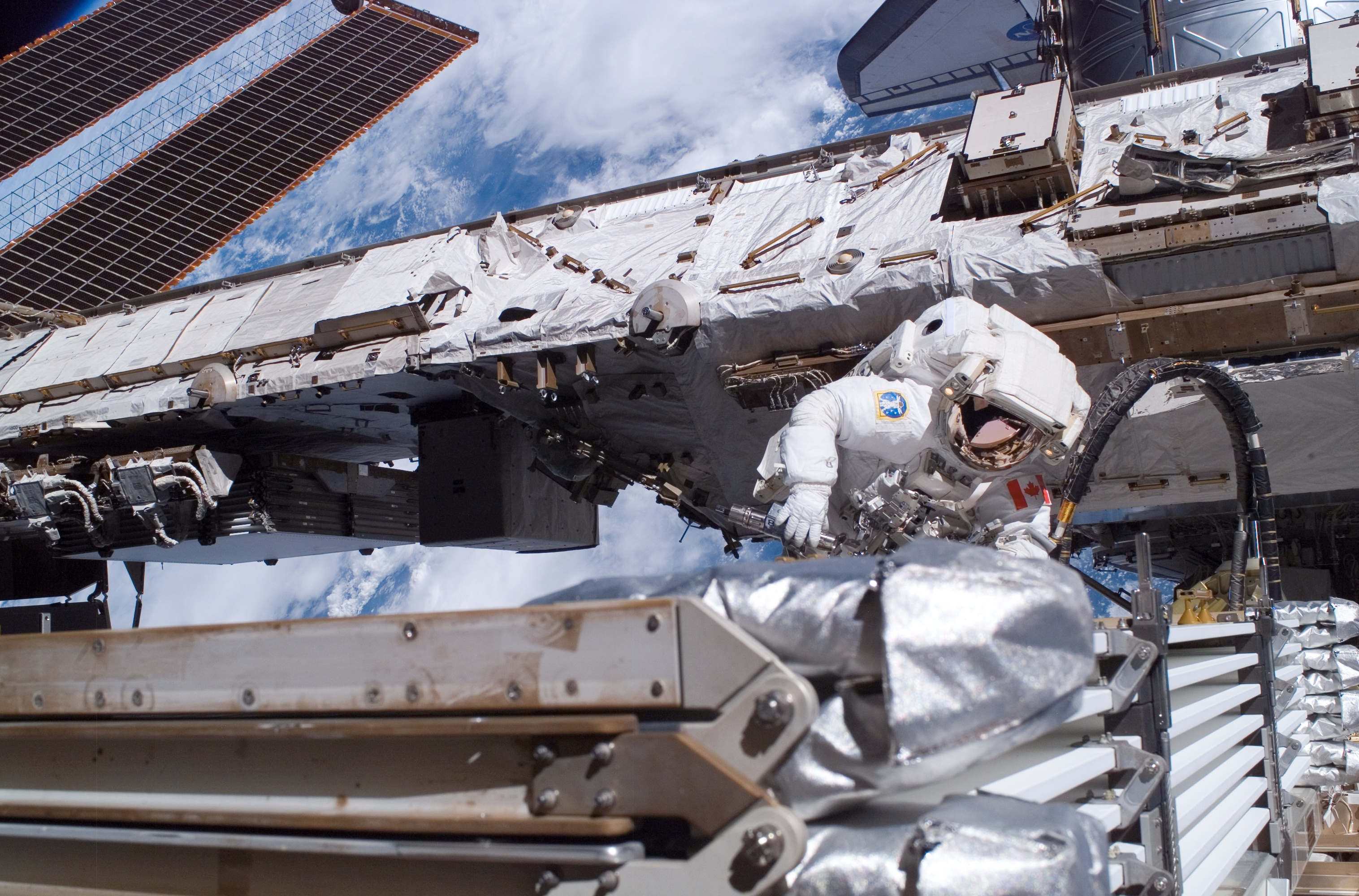
Dafydd Williams při EVA-1

K prvnímu výstupu do vesmíru došlo 11. srpna. Zúčastnili se jí astronauti Richard Mastracchio a Dafydd Williams. Stanici opustili přes přechodovou komoru modulu Quest ve 23:45 SELČ. Pomocí staničního manipulátoru Canadarm 2 přesunuli nosník ITS-S5 na konec nosníku S4 a zajistili spojovacími šrouby. Připojením nosníku S5 dosáhla hmotnost stanice 232 693 kg. Astronauti také složili radiátor na nosníku ITS-P6, čímž je nosník P6 připraven na přesun na svou konečnou pozici na P5 (přesun bude proveden při misi STS-120). Výstup trval 6 hodin a 17 minut. Všechny požadované úkoly byly splněny.
12. srpna zkontrolovala posádka činnost systému napájení raketoplánu ze stanice (SPTSS). Zařízení fungovalo bez problémů, vedení NASA tedy oficiálně potvrdilo prodloužení mise do 20. srpna.
Astronauti také podrobně zkoumali poškození tepelného štítu. Technici konstatovali, že posádce žádné nebezpečí při přistání nehrozí.

### EVA-2
Druhý výstup do vesmíru proběhl 13. srpna, zahájili ho v 19:30 SELČ opět astronauti Mastracchio a Williams. Cílem výstupu byla výměna porouchaného silového setrvačníku CMG-3. Gyroskop byl vyzvednut z nákladového prostoru raketoplánu a manipulátorem byl přesunut k nosníku ITS-Z1, kde se nacházel vadný setrvačník. Astronauti jej vymontovali a umístili na montážní plošinu na boku stanice. Odtud si ho vyzvedne raketoplán Atlantis při misi STS-122 a dopraví jej na Zemi. Nový gyroskop byl namontován, následné testy prokázaly jeho správnou činnost.
Výstup trval 6 hodin a 28 minut.
Následující den 14. srpna byla z nákladového prostoru vyzvednuta externí plošina ESP-3 a pomocí manipulátorů byla nainstalována na povrch nosníku ITS-P3.

### EVA-3

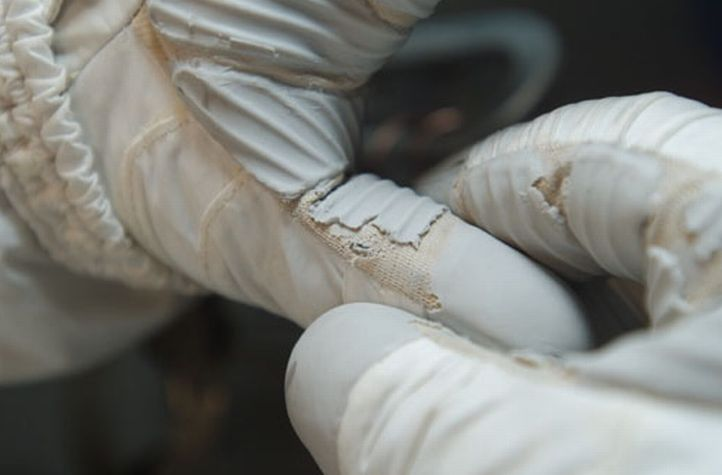
Poškozená rukavice astronauta Richarda Mastracchia

Třetího výstupu se zúčastnili Mastracchio a Clayton Anderson (člen posádky ISS). Výstup byl zahájen 15. srpna v 16:37 SELČ. Astronauti přeinstalovali anténní systém z nosníku P6 na P1, přemístili dva mobilní ručně poháněné transportéry (CETA – Crew and Equipment Translation Aid) z levé strany mobilního transportéru stanice (MT – Mobile Transporter) na pravou. Tato změna umožní dostatečný pohyb MT při přesunování nosníku ITS-P6.
Při výstupu zjistil astronaut Mastracchio drobné poškození horní vrstvy své levé rukavice. Dle pravidel, která byla stanovena po letu STS-116 (kdy bylo zjištěno větší poškození rukavic po EVA), musel Mastracchio okamžitě ukončit výstup a vrátit se na stanici. Anderson dokončil rozpracovanou montáž a vrátil se také. Výstup trval 5 hodin 28 minut. Při tomto výstupu měli astronauti vyzvednout desky se vzorky materiálů umístěné na povrchu stanice. Tento úkol byl přesunut na některý z příštích výstupů.
Další dny strávily posádky přesunováním materiálu a zásob z raketoplánu na stanici. Vedení NASA začalo řešit problém s postupujícím hurikánem Dean, který směřoval přes Mexický záliv. Hurikán mohl zasáhnout řídící středisko letu raketoplánu v Johnsonově vesmírném středisku (Johnson Space Center – JSC) v Houstonu v Texasu. Nakonec se rozhodlo, že let raketoplánu bude zkrácen o jeden den.

### EVA-4

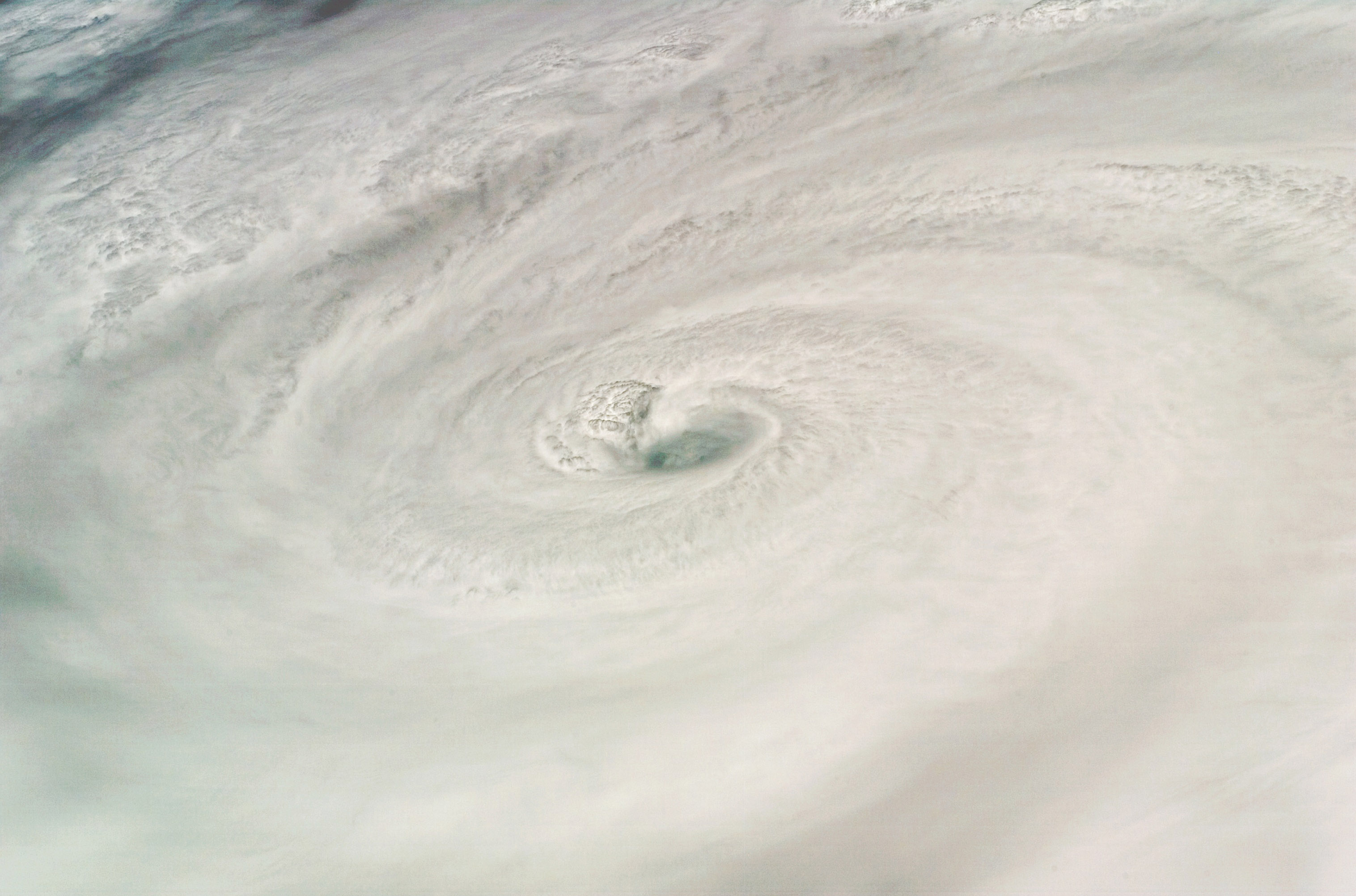
Hurikán Dean vyfotografovaný z ISS při EVA-4

Čtvrtý výstup provedli 18. srpna od 16:17 do 21:19 SELČ Clayton Anderson a Dave Williams. Během výstupu mimo jiné vyzvedli vzorky z povrchu stanice, nainstalovali anténu bezdrátového měřicího systému EWIS. Výstup byl zkrácen v rámci příprav na odpojení raketoplánu od stanice kvůli postupujícímu hurikánu Dean.
Ve 21:46 SELČ proběhlo krátké rozloučení posádek a ve 22:10 SELČ byl uzavřen spojovací tunel mezi stanicí a raketoplánem. K odpojení od stanice došlo následující den - 19. srpna v 13:56 SELČ a Endeavour se po obletu ISS vydal na samostatnou dráhu.

## Přistání
V rámci příprav na přistání proběhla závěrečná kontrola tepelného štítu. Byly provedeny testy připravenosti raketoplánu na přistání, modul Spacehab byl překonfigurován pro vstup do atmosféry a posádka provedla úklid. Hurikán Dean mezitím stočil svou dráhu směrem k mexickému pobřeží, takže řídící středisko v Houstonu nebylo přímo ohroženo. Posádka uzavřela dveře nákladového prostoru a 21. srpna v 17:25 SELČ byly zažehnuty motory raketoplánu na 3 minuty a 33 sekund, čímž se jeho rychlost snížila zhruba o 100 m/s. Stroj se dostal na dráhu, jejíž nejnižší bod leží v hustých vrstvách atmosféry. Po bezproblémovém přistávacím manévru se v 18:32:16 SELČ dotkla kola podvozku přistávací dráhy na Kennedyho kosmickém středisku na Floridě a v 18:33:20 SELČ se raketoplán Endeavour zastavil.